# Upravljanje identitet
Upravljanje identitet, bolje poznano kot upravljanje in dostop identitet (IAM - identity management ali IdAM - identity and access management), je nekakšna programska oprema politik in tehnologij za zagotavljanje dostopov do podatkov, kar pomeni da ima, vsak točno določeni uporabnik dostop do točno določenih podatkov.
Sistem upravljanja in dostop identitet, ne le identificiranje, overjanje in dovoljevanje posameznikov ,ki lahko dostopajo do posameznih podatkov, ampak tudi dostop do strojene opreme in aplikacij, katere potrebujejo.
Upravljanje identitet in dostopov je v zadnjih letih postalo bolj razširjeno in kritično, ker so zahteve po nadzoru postale vedno bolj natančne in zapletene. To nagovarja k potrebi za zagotavljanje primernega dostopa do podatkov v vedno bolj heterogenem tehnološkem okolju.
Upravljanje identitet pokriva področje kako uporabnik potrebuje dostop do podatkov, vlogo in včasih dovoljenja z obvarovanjem identitete kot take, ter da informacijska tehnologija to tudi podpira (internetni protokoli, certifikati, gesla itd.,...).